# Dysderina rugosa
Dysderina rugosa là một loài nhện trong họ Oonopidae.
Loài này thuộc chi Dysderina. Dysderina rugosa được miêu tả năm 1938 bởi Bristowe.